# Carl Scholl

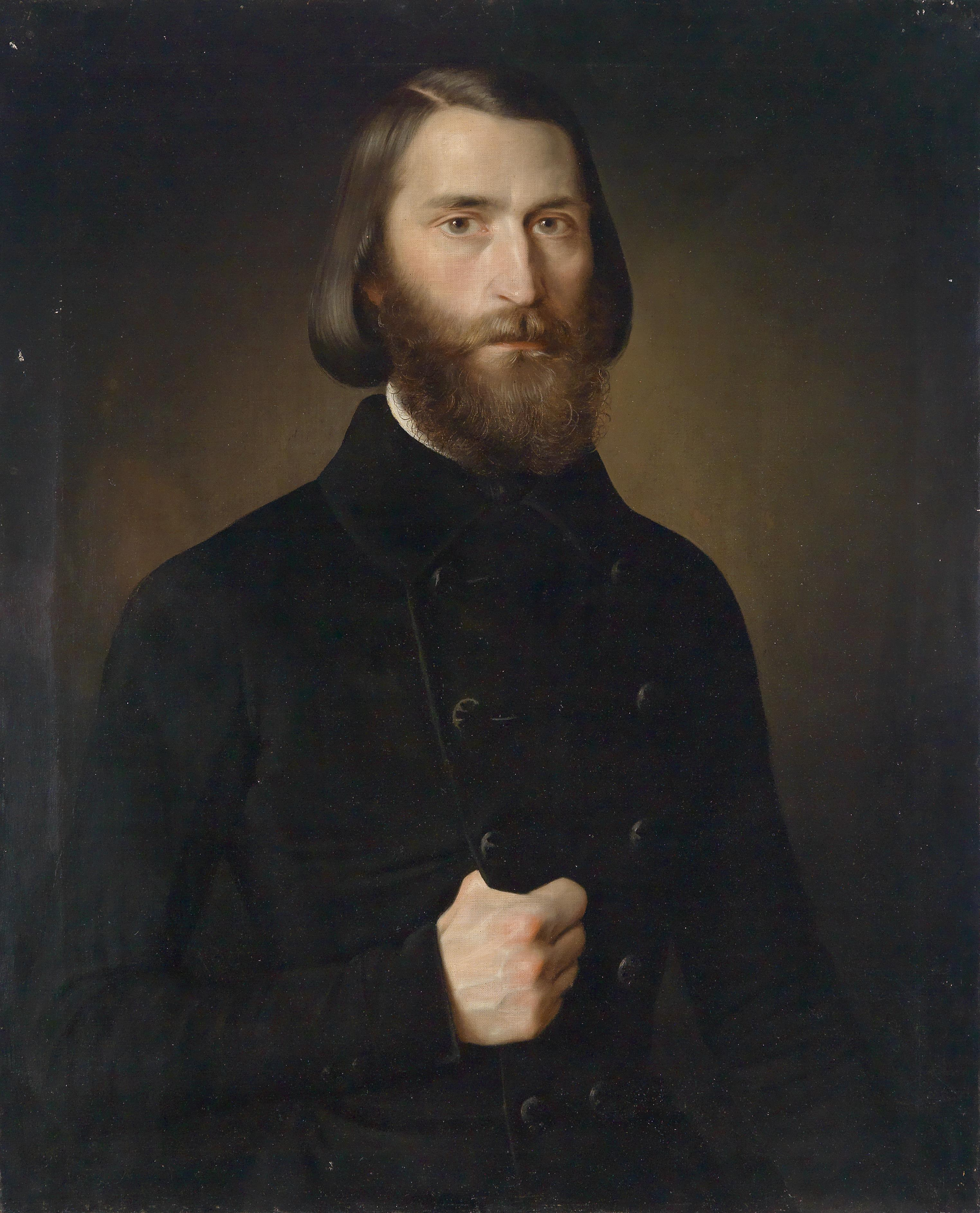
Theodor Schultz: Bildnis des Theologen Carl Scholl, 1848

Carl Scholl (* 17. August 1820 in Karlsruhe; † 26. März 1907 in München) war ein deutscher Schriftsteller, Revolutionär und Theologe.

## Leben
Der aus einer Pfarrersfamilie stammende Carl Scholl studierte ab 1838 an der Universität Tübingen Philosophie und protestantische Theologie und schloss 1842 am Predigerseminar in Heidelberg ab. Er arbeitete als Lehrer und Aushilfsprediger in Karlsruhe. Nach einem Gottesdienst am 5. Januar 1845 in der evangelischen Stadtkirche wurde er wegen Pantheismus und Relativismus suspendiert. Daraufhin wurde er Prediger der am 17. August 1845 gegründeten freireligiösen Gemeinde Mannheims, legte sein Amt aber nieder, da die Gemeinde das Frauenstimmrecht ablehnte.
Im Revolutionsjahr 1848 beteiligte er sich an politischen Veranstaltungen; er ging nach Österreich, wo er in Wien Massenkundgebungen abhielt. In Graz gründete er zusammen mit Johannes Ronge eine deutschkatholische Gemeinde, wurde aber nach dem Zusammenbruch der Revolution verfolgt und des Landes verwiesen.
Er wurde Prediger in der freien christlichen Gemeinde in Schweinfurt, musste wieder fliehen, kehrte  – obwohl steckbrieflich gesucht –  über London und Paris nach Karlsruhe zurück, musste dann wieder fliehen und ging nach Zürich. Dort wurde er Leiter des Aktientheaters, bis er 1858 nach Freiburg im Breisgau als Theaterleiter gelangte.
1860 stellte ihn die Mannheimer deutschkatholische Gemeinde erneut als Prediger ein; als er aber die Abschaffung von Abendmahl und das Tragen des Talars bei Kulthandlungen
wie Trauerfeiern, Taufen, Trauungen und Seelsorge durchsetzen wollte, kam es zur Spaltung. Bis 1868 blieb er Prediger der freireligiösen Gemeinde Mannheim.
Danach wurde er Prediger in Nürnberg, erlangte Bekanntheit über die freireligiösen Gemeinden hinaus. Seine Vorträge wurden gedruckt und verteilt, und ihm gelang, unterstützt von der Gemeinde Nürnberg, die Einführung des freireligiösen Unterrichts.
Ab 1869 gab er die Monatszeitschrift Es werde Licht! Beiträge zur Förderung der Religion der Humanität heraus. In dieser verbreitete er die Lehren und Ansichten seines Freundes, des Philosophen Ludwig Feuerbach, für den er auch die Trauerrede auf dem Nürnberger Johannisfriedhof hielt. Carl Scholl verstarb 1907 in München. Seine Asche wurde in einem Ehrengrab in Mannheim beigesetzt.

## Bedeutung
Carl Scholl hatte nicht nur innerhalb der freireligiösen Bewegung erhebliche Wirkung. Sein Einsatz für Humanismus, für die Gleichberechtigung der Frauen, gegen Antisemitismus und Frieden erreichte in Süddeutschland auch das Bürgertum. Auch die Arbeiterbewegung vor Ort wurde von ihm stark beeinflusst.

## Werke
- Aus hohen Tagen: Das Erwachen d. Geister in Österreich; Reden u. Ansprachen, geh. während d. Revolution in Wien u. Graz vom Sept. 1848 bis zur meiner Ausweisg im Mai 1849. Lüstenöder, Berlin 1849.
- Meine Suspension. 1846.
- Auf dem Weg zur Wahrheit. Zürich 1854.
- Zur Einigung der Confessionen in der Religion der Humanität. 1860.
- Aus dem Leben einer freien Gemeinde. 1863.
- Hrsg.: Freie Stimmen aus dem heutigen Frankreich, England und Amerika über Lebensfragen der Religion. 1865.
- Ludwig Feuerbach. Vortrag an seinem Grabe. Bauer, Nürnberg 1872
- Ludwig Feuerbach’s letzte Jahre am Rechenberg bei Nürnberg. In: Die Gartenlaube. Heft 45, 1872, S. 743–748 (Volltext [Wikisource]).
- Das Judentum und seine Weltmission. 1880.
- Die freien religiösen Gemeinden im Dienste der Aufklärung und Versöhnung. 1895.